# Haute culture
Dans une société déterminée, la haute culture englobe les objets culturels avec une valeur esthétique collectivement considérés comme des œuvres d'art exemplaires, ainsi que la littérature, la musique, l'histoire et la philosophie qu'une société considère comme représentatives de sa culture.